# مورینکا
مورینکا (به چکی: Mořinka) یک منطقهٔ مسکونی در جمهوری چک است که در ناحیه بروون واقع شده‌است. مورینکا ۷٫۰۲ کیلومتر مربع مساحت و ۱۳۸ نفر جمعیت دارد و ۳۴۲ متر بالاتر از سطح دریا واقع شده‌است.